# Milán-San Remo 1921
La Milán-San Remo 1921 fue la 14.ª edición de la Milán-San Remo. La carrera se disputó el 3 de abril de 1921. El vencedor final el italiano Costante Girardengo, que de esta manera conseguía su segunda victoria en esta carrera.

## Clasificación final
| Posición | Ciclista            | Equipo          | Tiempo     |
| -------- | ------------------- | --------------- | ---------- |
| 1        | Costante Girardengo | Stucchi-Pirelli | 9h 30' 00" |
| 2        | Giovanni Brunero    | Bianchi-Salga   | m. t.      |
| 3        | Giuseppe Azzini     | Stucchi-Pirelli | + 3' 30"   |
| 4        | Alfredo Sivocci     | Legnano-Pirelli | m. t.      |
| 5        | Ugo Agostoni        | Legnano-Pirelli | + 8' 00"   |
| 6        | Henri Pélissier     | Bianchi-Salga   | m. t.      |
| 7        | Clemente Canepari   | Legnano-Pirelli | m. t.      |
| 8        | Gaetano Belloni     | Bianchi-Salga   | + 14' 00"  |
| 9        | Carlo Galetti       | Legnano-Pirelli | + 16' 30"  |
| 10       | Philippe Thys       | Stucchi-Pirelli | + 17' 10"  |